# Kumon Range
Kumon Range är en bergskedja i Myanmar.   Den ligger i regionen Kachin, i den norra delen av landet, 700 km norr om huvudstaden Naypyidaw.